# Dorfkirche Kaakstedt

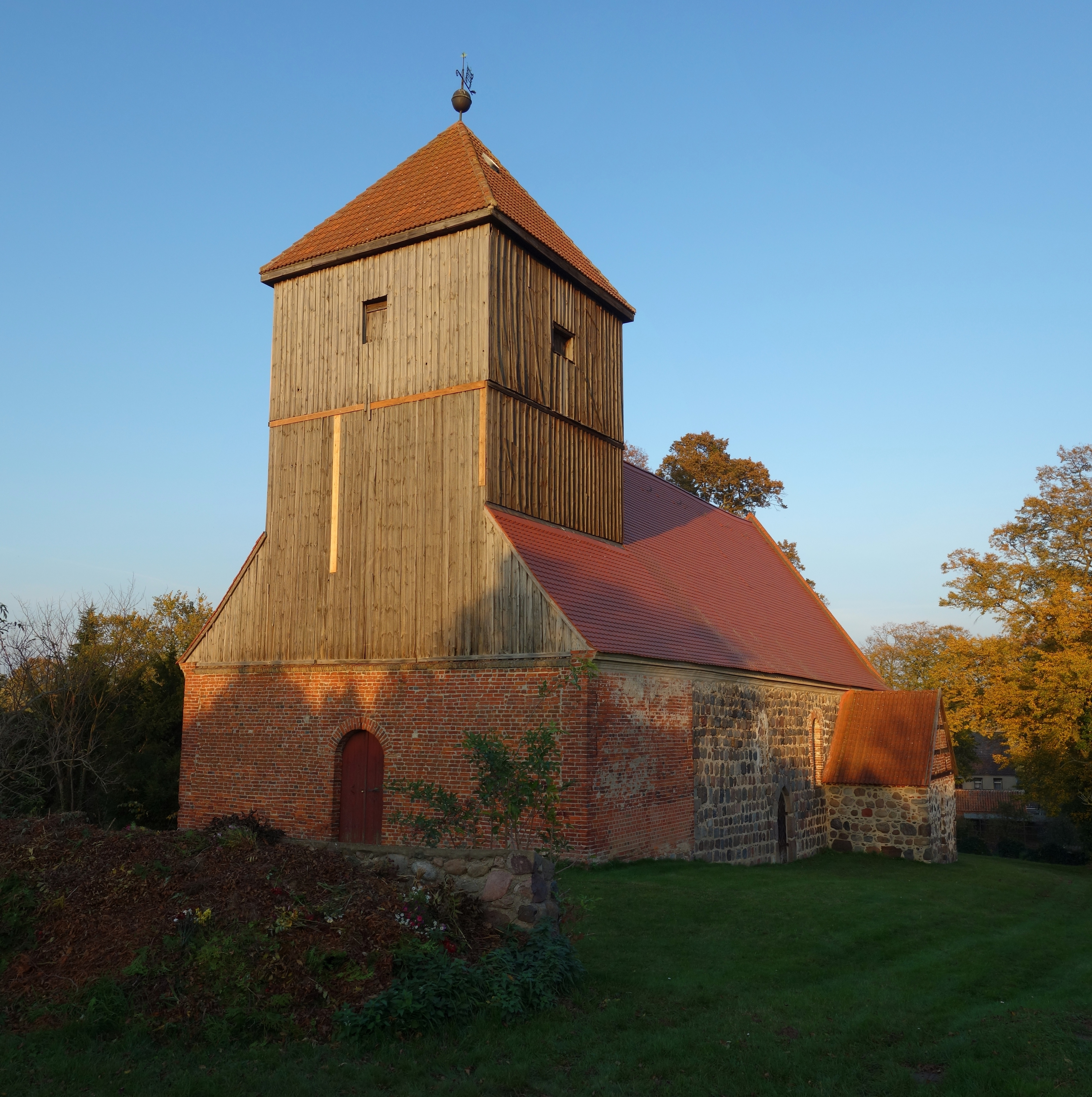
Dorfkirche Kaakstedt

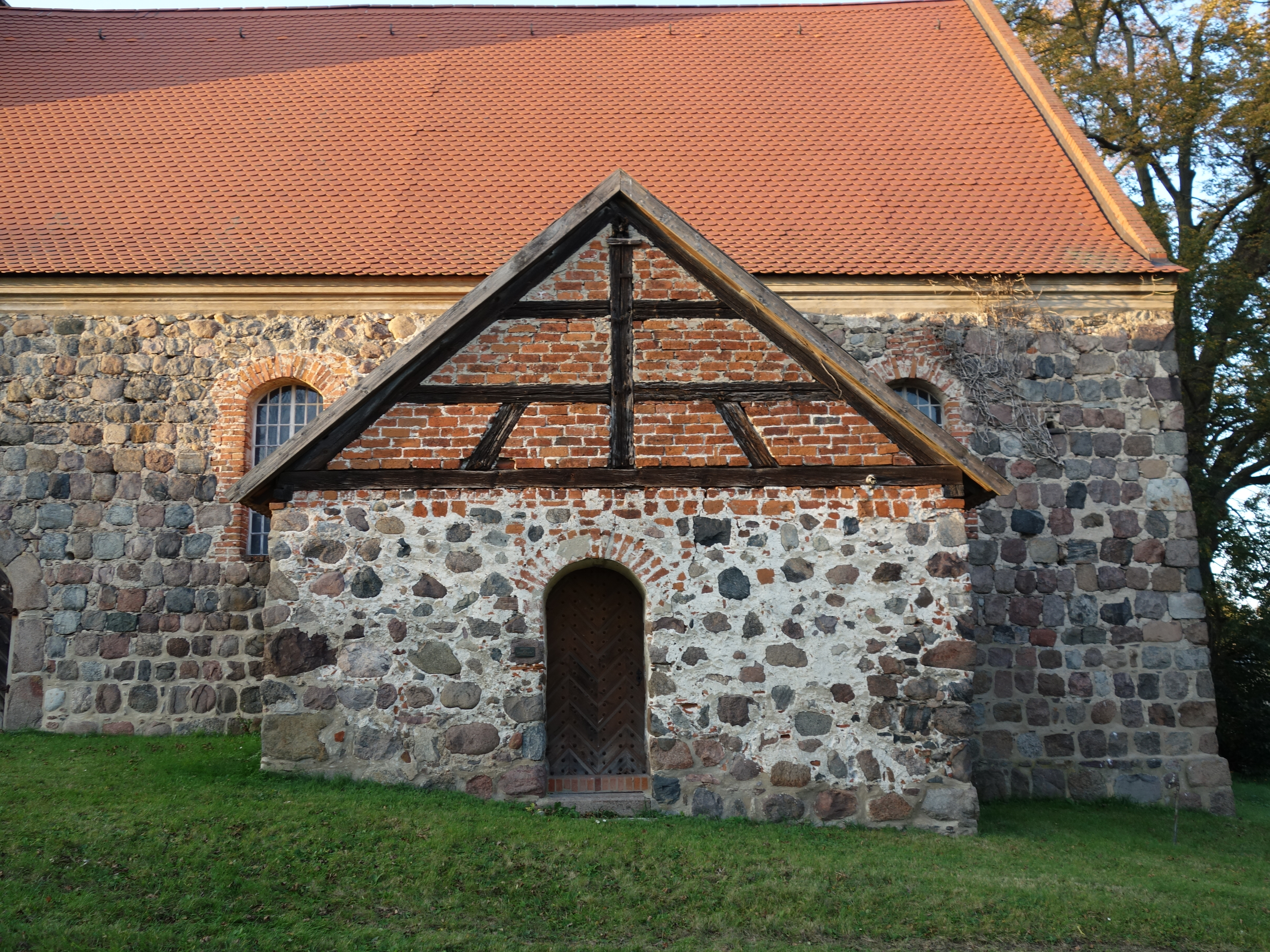
Südvorhalle

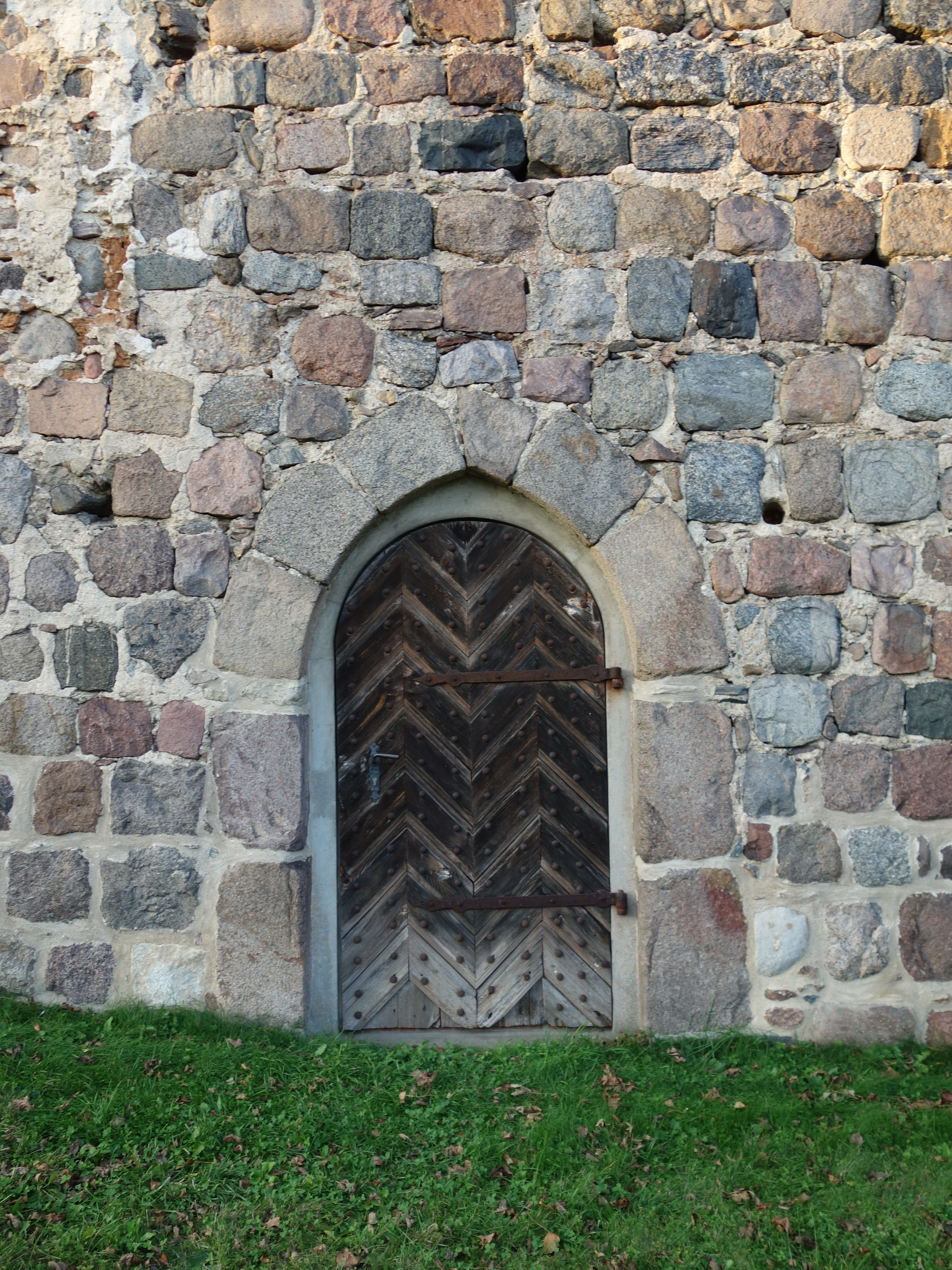
Südportal

Die evangelische Dorfkirche Kaakstedt ist eine im Kern gotische Saalkirche im Ortsteil Kaakstedt von Gerswalde im Landkreis Uckermark in Brandenburg. Sie gehört zur Kirchengemeinde Gerswalde im Kirchenkreis Uckermark der Evangelischen Kirche Berlin-Brandenburg-schlesische Oberlausitz.

## Geschichte und Architektur
Die Kirche ist eine Saalkirche aus Feldstein mit nördlichem Sakristeianbau aus der zweiten Hälfte des 13. Jahrhunderts; das Westturmunterteil ist aus Backstein in Schiffsbreite mit verbrettertem Aufsatz und die Südvorhalle mit Treppe zur Patronatsloge aus dem Jahr 1728. Die Fenster sind stichbogig verändert, das Mittlere in der Ostwand ist vermauert, im Giebel sind drei Korbbogenblenden angeordnet. Das ursprüngliche gestufte Westportal ist im Turmraum erhalten. Das Innere mit Balkendecke ist geprägt durch die Vollständigkeit und Qualität von Ausstattung und Einbauten des 17. und 18. Jahrhunderts. In der Ostwand ist eine kleine rechteckige Sakramentsnische mit Tür eingelassen.

## Ausstattung
Das Hauptstück der Ausstattung ist ein dreigeschossiger hölzerner Altaraufsatz im Stil der Renaissance aus dem Ende des 16. Jahrhunderts, der 1608 restauriert. Dabei wurden zwei Figuren ergänzt, die, so Experten, recht „unbeholfen“ wirken. Die Mittel- und Seitenfelder sind von Säulchen oder Pilastern gerahmt, als Bekrönung dient ein Dreiecksgiebel. In der Predella ist ein Relief des Abendmahls eingelassen. Das Hauptfeld zeigt – ebenfalls als Relief – die Kreuzigung, das durch ein drittes Relief im Altarauszug mit der Auferstehung ergänzt wurde. Seitlich sind die Evangelisten und zwei weitere Figuren angeordnet; letztere und zwei der Evangelisten sind unbeholfene Ergänzungen von 1608. Die hölzerne Kanzel wurde 1594 geschaffen, der Korb mit den Evangelistenreliefs zwischen Ecksäulchen auf Löwenkopfpostamenten wird von einer schlanken ionischen Säule getragen; auf dem Kanzeldeckel befindet sich die Skulptur des auferstehenden Christus, am Deckel die Taube; an der Tür des Kanzelaufgangs sind kannelierte Säulen angeordnet. Beide Ausstattungsgegenstände stammen vermutlich aus einer Prenzlauer Werkstatt. Ein bildhauerisch qualitätvoller Taufengel wurde um 1700 von Johann Christian Beuteler gearbeitet, 1980 neu gefasst und 2020 restauriert. Die kelchförmige Taufe aus Holz auf massivem klassizistischem Sockel ist ein Werk vom Anfang des 19. Jahrhunderts. In ihr ruht eine Taufschale aus Zinn, die von Christian Schröder Schmidt im Jahr 1696 gestiftet wurde.
An der Südwand ist die mittig vorschwingende Patronatsloge mit Schnitzrand unter der Brüstung aus der ersten Hälfte des 18. Jahrhunderts angebracht. Die Westempore ruht auf Holzstützen mit geschnitzter Verzierung, an der Brüstung befindet sich eine Blendarkatur, die Gestühlsprospekte und Rückenlehnen mit diamantierten Blendbögen zwischen kannelierten, sich nach unten verjüngenden Pilastern stammen aus dem 17. Jahrhundert. Der klassizistische Orgelprospekt aus der ersten Hälfte des 19. Jahrhunderts enthält ein Werk von Friedrich Hermann Lütkemüller aus dem Jahr 1887 mit sieben Registern auf einem Manual und Pedal. Im Jahr 1970 kam es zu einem Einbruch in die Kirche, bei der sämtliche Metallpfeifen gestohlen und das Instrument schwer beschädigt wurde.
Ein Kelch mit Patene, beide silbervergoldet, wurden 1726 geschaffen, eine silbervergoldete Patene im Jahr 1742; eine silbervergoldete Dose im 18. Jahrhundert. Zwei Kronleuchter aus Messing wurden 1739 hergestellt, eine Glocke um 1300, der Glockenbalken 1695. Zur weiteren Kirchenausstattung gehören zahlreiche Totenkränze, Konsolbretter und Gedenktafeln aus der Zeit zwischen 1802 und 1842. Sie sind in keinem guten Gesamtzustand; eine Restaurierung wäre dringend erforderlich.